# 大正三色
大正三色（たいしょうさんしょく）は、ニシキゴイの品種の1つで、白色の体に緋色と黒色の斑紋を持つ。
紅白、昭和三色と共に、「御三家」と称される。その昔、「三毛」と書いたことから「さんけ」とも呼ばれる。

## 特徴
紅白に、黒色の斑紋をつけた品種である。性格は神経質なものが多い。大きくなりやすい品種であるが、育て方を誤るとあまり大きく成長しない。透き通るような白い地肌、美しい緋斑、艶のある黒斑が望ましい体色である。

## 発生
1915年、新潟県古志郡六日市村浦柄（現小千谷市）在住の佐藤平太郎の紅白1つがいの稚魚の中に、黒斑がある個体が複数いたことが始まりである。雄親は純粋な紅白であるが、雌親には紅白模様以外に藍地があったという。雌の系統は不明。

## 固定化
1917年、佐藤よりこの紅白1つがいを入手した星野栄三郎によって固定化された。このつがいから生まれた、黒斑を持つ雌の紅白と白鼈甲の雄1匹を交配させたことにより、固定品種となった。大正時代に発生・固定化したので、大正三色と呼ばれることになった。ちなみに、錦鯉という呼び名はこの品種の固定によりできた。

## 入手
養鯉店やインターネットなどで入手できる。

## 参考
- 趣味と実益の錦鯉（加島書店、1966年） 天野政之著[3]